# Гливинська сільська рада
Гливинська сільська рада (біл. Глівінскі сельсавет) — адміністративно-територіальна одиниця в складі Борисовського району розташована в Мінській області Білорусі. Адміністративний центр — Гливин.
Гливинська сільська рада розташована на межі центральної Білорусі, на північному сході Мінської області орієнтовне розташування — супутникові знимки [Архівовано 25 серпня 2011 у WebCite], на південний схід від районного центру Борисова.
До складу сільради входять 22 населених пунктів:
- Баранівка • Бєліно • Гливин • Гора • Дубовий Лог • Козлівка • Малишки • Нивки • Новосілки • Новий Посьолок • Осове • Перстень • Піски • Побережжя • Полелюм • Рубленики • Семеньковичі • Сівиця • Сич • Тешківка • Черневичі • Шабиньки.

Рішенням Мінської обласної ради депутатів від 28 травня 2013 року, щодо змін адміністративно-територіального устрою Мінської області, до сільської рад було приєднано села:
- Забашевичівської сільської ради —   Забашевичі • Забашівка • Заруччя • Застінок • Червоне • Мурашки • Нітієвщина • Новищино • Плоске • Рибачне • Святе • Слобідка • Смолля • Устрона • Шаблинщина.